# Flávio Dalcin
Flávio Dalcin ( São Martinho/RS, 4 de setembro de 1960) é um cantor, compositor, violonista e guitarrista brasileiro, famoso por ter sido vocalista e compositor principal de três das principais bandas gaúchas: Corpo & Alma, Sangue Latino e Terceira Dimensão. Atualmente segue carreira solo acompanhado da Banda Ouro.
Em 2015, Flávio Dalcin e Banda Ouro foi o grande vencedor do Prêmio Vítor Mateus Teixeira, na categoria Grupo de Baile, prêmio este que visa reconhecer e valorizar o trabalho de artistas e veículos de comunicação que enaltecem a música gaúcha.

## Discografia
Com o Corpo & Alma
- Sábado que vem (1983)
- Quando chove (1984)
- Ao luar (1985)
- Novela das oito (1986)
- Volume 8 (1988)

Com o Sangue Latino
- Sangue Latino (1989)
- Volume 2 (1990)

Com o Terceira Dimensão
- Te chamo de anjo (1992)
- Somos amigos (1993)
- A vocês de coração (1994)
- Casar não é comigo (1996)
- Terceira Dimensão (Maria Tchá Tchá Tchá) (1998)
- Ano 2000 (2000)
- Os Sucessos de Terceira Dimensão - Ao vivo (2001)
- Terceira Dimensão (Cunhado) (2002)
- Volume 12 (2004)
- Volume 13 (2005)

Com a Banda Ouro
- Te chamo de anjo (2006)
- Volume 2 (2007)
- O nome dela é meu amor (2008)
- Vai dar pau (2010)
- O pintor (2013)

Solo
- Acústico (2003)